# Теорема о отвореном пресликавању
Две се теореме у математици називају именом теорема о отвореном пресликавању.

## Функционална анализа
У функционалној анализи, теорема о отвореном пресликавању (понекад: теорема Банаха о отвореном пресликавању, Банах-Шаудерова теорема) је следећи темељни резултат:
Нека су X и Y Банахови простори и {\displaystyle A:X\to Y} сурјективно непрекидно линеарно пресликавање. Тада је A отворено пресликавање (односно, ако је {\displaystyle U\subset X} отворен, тада је и слика {\displaystyle f(A)\subset Y} отворен скуп).
Доказ теореме о отвореном пресликавању користи Берову теорему о категорији. Теорема важи и за Фрешеове просторе, који такође имају Берово својство.
Ова теорема има бројне важне последице, међу којима посебно:
- Ако је {\displaystyle A:X\to Y} бијективно непрекидно линеарно пресликавање Банахових простора X и Y, тада је инверзно пресликавање {\displaystyle A^{-1}:Y\to X} такође непрекидно, односно A је хомеоморфизам (теорема о инверзном пресликавању, Банахова теорема о изоморфизму).
- Ако је {\displaystyle A:X\to Y} линеарно пресликавање између Банахових простора X и Y, и ако из {\displaystyle x_{n}\to 0} и {\displaystyle Ax_{n}\to y} за низ елемената {\displaystyle x_{n}\in X} и {\displaystyle y\in Y} следи {\displaystyle y=0}, тада је A непрекидно.

Потоње тврђење се назива теоремом о затвореном графику, пошто тврди да је линеарно пресликавање {\displaystyle A:X\to Y} између Банахових простора непрекидно ако и само ако је његов график {\displaystyle G_{A}=\{(x,Ax):x\in X\}} затворен подскуп производа {\displaystyle X\times Y}.
Потребно је доказати да A слика отворене скупове у отворене. Према линеарности, довољно је доказати да за свако {\displaystyle \epsilon >0} постоји {\displaystyle \delta >0} такво да је
{\displaystyle B_{Y}(0,\delta )\subset A(B_{X}(0,\epsilon ))};
штавише, како је A и хомогено, ово је довољно доказати за једно ε. Посматрајмо затворене скупове
{\displaystyle Y_{n}={\overline {A(B_{X}(0,n))}}}.
Како је A сурјективно пресликавање, {\displaystyle Y=\cup _{n\in {\mathbb {N} }}Y_{n}}. Y је Банахов простор, дакле и комплетан метрички, те према Беровој теореми о категорији неки YN има непразну унутрашњост, дакле садржи неку отворену куглу {\displaystyle B_{Y}(y,\eta )}. Према линеарности,
{\displaystyle B_{Y}(0,\eta )\subset Y_{N}+Y_{N}\subset Y_{2N}}.
Докажимо сада да
{\displaystyle B_{Y}(0,\eta /2)\subset A(B_{X}(0,2N))}.
Према хомогености имамо да је
{\displaystyle B_{Y}(0,\eta /2^{k})\subset {\overline {A(B_{X}(0,2N/2^{k}))}}}.
Нека је {\displaystyle y_{0}\in B_{Y}(0,\eta /2)}. Према горњој једначини можемо наћи {\displaystyle x_{0}\in B_{X}(0,N)} тако да је
{\displaystyle \|y_{0}-Ax_{0}\|_{Y}<\eta /4}, односно {\displaystyle y_{1}:=y_{0}-Ax_{0}\in B_{Y}(0,\eta /4)}.
На исти начин можемо наћи и {\displaystyle x_{1}\in B_{X}(0,N/2)} тако да је {\displaystyle y_{2}:=y_{1}-Ax_{1}\in B_{Y}(0,\eta /8)}, и тако даље:
{\displaystyle x_{k}\in B_{X}(0,N/2^{k})}, {\displaystyle y_{k+1}:=y_{k}-Ax_{k}\in B_{Y}(0,\eta /2^{k+2})}.
Сабирајући првих n ових једнакости имамо
{\displaystyle y_{0}=A(x_{0}+x_{1}+x_{2}+\cdots +x_{n-1})+y_{n}.}
Како је {\displaystyle \|x_{k}\|_{X}<N/2^{k}}, то ред {\displaystyle \sum _{k=0}^{\infty }x_{k}} конвергира у Банаховом (дакле комплетном) простору X; означимо његову суму са x. Како је A непрекидно пресликавање, имамо да је {\displaystyle \sum _{k=0}^{\infty }Ax_{k}=Ax}. У горњој једначини преласком на граничну вредност тако следи
{\displaystyle y_{0}=Ax.}
Како је
{\displaystyle \|x\|_{X}<N+N/2+N/4+\cdots =2N}

## Комплексна анализа
У комплексној анализи, понекад се (посебно у земљама енглеског говорног подручја) теоремом о отвореном пресликавању назива тврђење да је за сваки отворен подскуп {\displaystyle U\subseteq {\mathbb {C} }} и сваку неконстантну холоморфну функцију {\displaystyle f:U\to {\mathbb {C} }}, скуп {\displaystyle f(U)} отворен; другим речима, свака неконстантна холоморфна функција је отворено пресликавање (слике отворених подскупова {\displaystyle {\mathbb {C} }} су такође отворени подскупови).